# Elecciones generales de Guinea-Bisáu de 1972
Unas elecciones para una Asamblea Constituyente se llevaron a cabo en Guinea-Bisáu en 1972, entre agosto y octubre. El país estaba sumergido en su guerra de independencia contra Portugal, por lo que decidió celebrar las elecciones para darle legitimidad al gobierno del PAIGCV. Fueron las primeras elecciones celebradas en alguna de las colonias portuguesas. Se presentó una lista única del Partido Africano para la Independencia de Guinea y Cabo Verde, que fue aprobada por el 97% de los votantes. Sin embargo, solo 91 de los parlamentarios electos accedieron a la Asamblea de 120 miembros, debido a que 29 escaños quedaban reservados para las cuatro regiones que aún estaban militarmente ocupadas por Portugal:  Bisáu, Bolama, las Islas Bijagós y Bafatá.
A pesar de que la participación fue alta, eso es solo teniendo en cuenta la cantidad de votantes registrados, puesto que en realidad solo votó el 32% de la población del país en edad de votar, debido a la guerra. La Asamblea se reunió el 24 de septiembre de 1973, declaró la independencia y eligió Presidente de la República a Luís Cabral. Los 29 miembros vacantes fueron elegidos en elecciones parciales tras la guerra, todos miembros del PAIGCV, al ser Guinea-Bisáu un estado de partido único.